# 콜린 윌슨

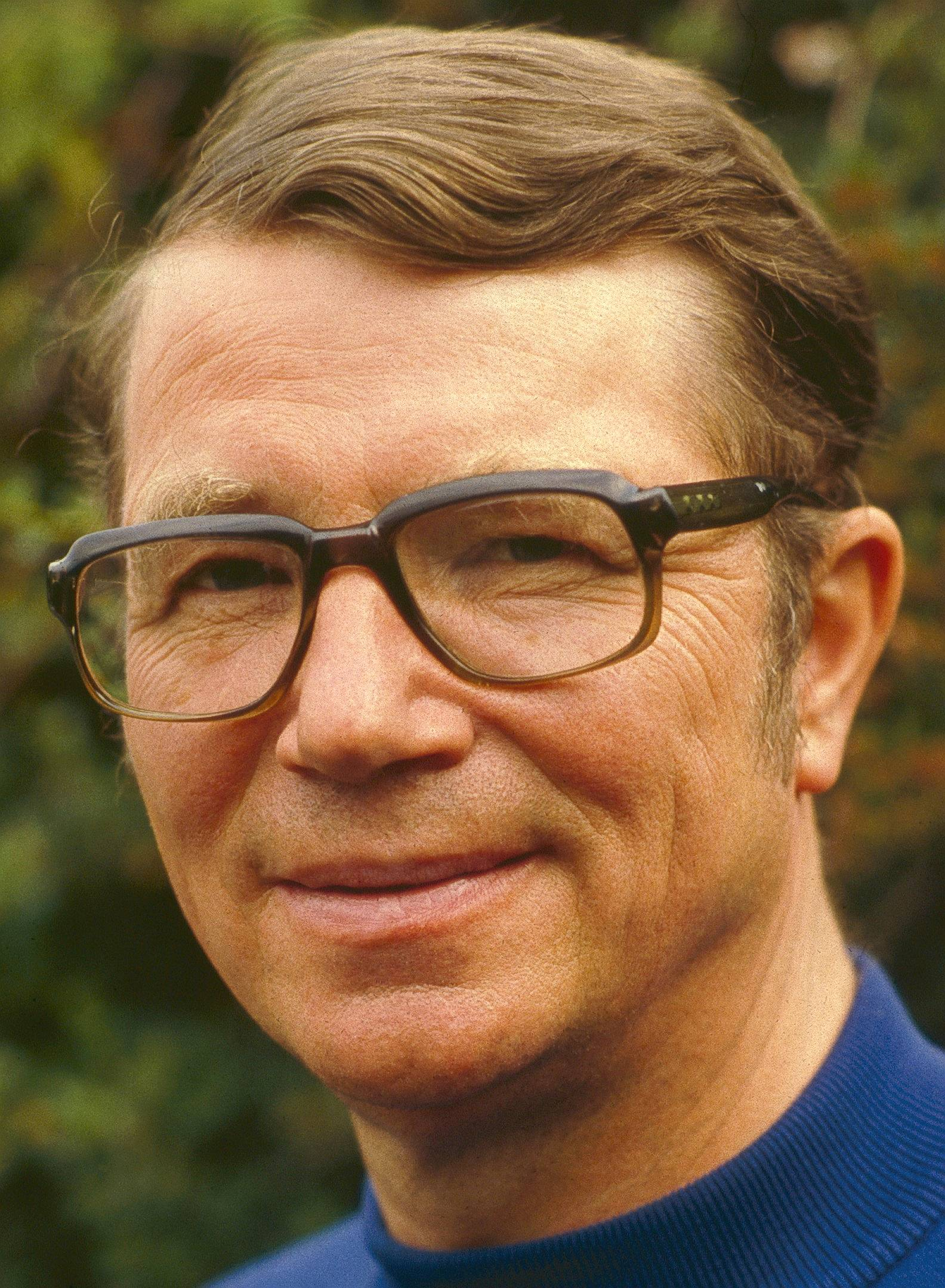

콜린 헨리 윌슨(Colin Henry Wilson, 1931년 6월 26일 ~ 2013년 12월 5일)은 영국의 비평가이다. 레스터 출생. 공업학교 졸업 후 런던과 파리에서 여러 직업에 종사하다가, <아웃사이더>(1950)를 발표하여 문필생활을 시작, 현대문명과 인간단계를 논한 이 책은 50년대의 '앵그리 영맨'을 대변하여 화제를 불러 일으켰다. <종교와 반항>(1957)과 <패배의 시대>(1959) 등의 평론을 발표하고 새로운 기법을 보여 준 추리소설풍의 장편<어둠 속의 제시>(1960)를 썼다.